# Hieracium duplicatum
Hieracium duplicatum es una especie de planta con flor del género Hieracium, de la familia Asteraceae, orden Asterales.

## Distribución
Hieracium duplicatum se distribuye por Suecia.

## Taxonomía
Fue descrita científicamente por (Almq. ex Dahlst.) Dahlst. Fue publicada en Exsicc. (Herb. Hierac. Scand.).